# Lisa Lopes
Lisa Nicole Lopes (Filadelfia, Estados Unidos, 27 de mayo de 1971-La Ceiba, Honduras, 25 de abril de 2002), más conocida como Lisa Lopes o Left Eye, fue una rapera, cantante, bailarina, compositora y productora musical estadounidense, miembro del popular grupo femenino de R&B, TLC. Considerada por los fanáticos la mente creativa y la más llamativa de las tres chicas del grupo, escribía además, sus propios raps tanto para las canciones de TLC como para la mayoría de los trabajos que realizó en solitario.

## Biografía
El apodo de Left Eye proviene de los primeros años junto a TLC ya por el año 1992, ya que uno de sus accesorios era usar un parche para taparle el ojo izquierdo. Sus innolvidables partes de raps en los mayores éxitos de TLC como "Waterfalls" y "No Scrubs" sin duda la calificaron como una de las raperas más talentosas dentro de Estados Unidos. Tras el 1999 con el tercer álbum de estudio de la banda, "FanMail", Lisa Lopes grabó su primer álbum como solista y también empezó a colaborar con artistas en solitario. Un trabajo que destaca fue la canción "Never be the same again" junto a la ex-Spice Girl Melanie Chisholm, canción que fue #1 en 35 países. También grabó un rap para la canción "Space Cowboy" de 'N Sync.
También apadrinó a Blaque, un grupo nuevo de chicas que querían ser raperas, y les consiguió un contrato discográfico con Columbia. El álbum debut de este grupo también fue coproducido por Lopes.
El primer álbum de Lopes, "Supernova" fue lanzado en el año 2002, pero no logró las ventas esperadas, por lo que la cantante acabó su contrato con Arista Records (aunque aún seguía como parte de TLC y en el sello) y firmó con Tha Row Records, sello con el que planeaba grabar su segundo álbum de estudio bajo el seudónimo de N.I.N.A.
Dentro de 2001 y 2002 Lopes volvió a reunirse con sus compañeras de TLC Chilli y T-Boz para comenzar a grabar lo que sería su cuarto álbum de estudio con la banda. Ya había escrito y grabado varias canciones para el álbum cuando en abril de 2002 chocó con su automóvil en una carretera de Honduras, donde falleció. Su cuerpo fue enterrado en Lithonia, Georgia.

### Muerte
Lopes ya había comenzado a trabajar en su segundo álbum en solitario y en las canciones del cuarto álbum de TLC, 3D, cuando repentinamente murió en un accidente automovilístico en La Ceiba, Honduras, el 25 de abril de 2002. Lopes fue la única víctima mortal de las ocho personas implicadas en el accidente de su Mitsubishi Montero. El vehículo rodó varias veces. Falleció a causa de las graves lesiones sufridas en la cabeza y el cuello. Más tarde, Wanda, la madre de Lopes, trató de demandar a Mitsubishi Motors, ya que el Montero era un modelo propenso a volcar, según un reportaje de Consumer Reports 2001. 
Su funeral se realizó en la Iglesia Bautista "Nuevo Nacimiento Misionero", en Lithonia (Georgia). Más de 30.000 fanáticos de todo el mundo acudieron a darle su última despedida. En su ataúd blanco se grabó su rap de "Waterfalls": "Los sueños son aspiraciones sin esperanza, con la esperanza de que se hagan realidad, cree en ti mismo, el resto depende de mí y de los demás". Lopes fue enterrada en Hillandale Memorial Gardens, en Lithonia, Georgia. 
En una declaración a MTV, el productor Jermaine Dupri recuerda a Lopes: 
"Ella estaba decidida a ser algo en la vida. Fue una verdadera estrella del hip-hop. No se preocupaba por la prensa. Fue la estrella del grupo. Fue la que dijo maldiciones en televisión. Tenía tatuajes. De ella se podía esperar lo inesperado. Cuando veían a Lisa, se podía esperar algo de ella. Ese es el regalo que llevaba".
La controversia sobre las fotografías de la autopsia que se habían filtrado después de su muerte, dio lugar a una protesta de la estrella de NASCAR Dale Earnhardt, Jr. Pintó una franja próxima al faro izquierdo de su Chevrolet Monte Carlo, para protestar por la exhibición de fotos de su autopsia. Una controversia similar ocurrió después de la muerte de su padre, Dale Earnhardt, Sr. el año anterior. 
Un documental sobre Lopes, sus últimos 26 días de vida, titulado "The Last Days of Left Eye" ("Los Últimos Días de Left Eye"), se estrenó en el Festival de Cine de Atlanta en abril de 2007, para una audiencia que incluyó muchos contemporáneos de Lopes tales como Monica, Ronnie DeVoe de New Edition, 112, Big Boi, Rico Wade, India, Arie, y Cee-Lo. VH1 y VH1 Soul emitieron el documental sobre Lisa el 19 de mayo de 2007. Gran parte del largometraje fue filmado con una cámara de mano, a menudo en forma de un diario filmado, mientras que Lopes estaba en un retiro espiritual de 30 días en Honduras con su familia y los miembros del grupo de R&B Egypt. En esta filmación, se refleja todo sobre su vida personal y profesional. La artista, de alta energía, reveló un lado más tranquilo, con intereses en la numerología y el yoga. Ella estaba en el proceso de creación de un centro educativo para niños y niñas hondureños de 80 acres (320 000 m²) en tierras de su propiedad. La película también captó un accidente de coche que ocurrió durante el rodaje, que causó la muerte de un niño hondureño con el apellido López. Ella no era la conductora del vehículo, pero se muestra a Lopes escogiendo un ataúd para el niño, dado que pagó los gastos hospitalarios y exequiales. En el documental, Lopes dijo que sentía la presencia de un "espíritu" a su alrededor. El programa también mostró los últimos minutos de la vida de Lopes, incluyendo su mortal accidente.

### Tras su muerte
Las miembros de TLC que quedaron, Chilli y T-Boz, decidieron que completarían el álbum que ya habían comenzado a hacer, e incluirían las grabaciones de demo que Lisa había grabado. "Girl Talk", el primer sencillo para el álbum que sería llamado "3D", fue lanzado en 2002, donde usaron un dibujo animado de Lisa Lopes volando desde el cielo y rapeando su parte de la canción. Este fue el último videoclip del grupo donde Lisa aparecía (aunque fuera como dibujo animado), en los siguientes videoclips después de su muerte se le representa de alguna forma ya sea simbólica o con alguna ropa como en el videoclip "Hands Up" se utiliza un ojo con una línea debajo en gran parte del video haciendo referencia a "Left Eye".
Su último disco fue lanzado el 27 de enero de 2009 titulado "Eye Legacy". El álbum contiene música de su disco pasado "Supernova" y música que nunca se había lanzado anteriormente. Hubo participaciones de otros artistas como Missy Elliott, Lil' Mama y muchos más.

## Discografía en solista

### Sencillos
- "The Block Party" (2001)

### Álbumes
- Supernova (2002)
- Eye Legacy (2009)

### Colaboraciones
- Never be the same again (junto con Melanie Chisholm)
- Block Party (junto con Lil Mama)
- Gimme Some (junto con Toni Braxton)
- U Know What's Up (junto con Donell Jones)
- Space Cowboy (junto con 'N Sync)
- Not Tonight (Ladies Night Remix) (junto con Lil' Kim)
- Let em have it (Remix) (junto con 2pac)
- Big Wille Style (junto con Will Smith)
- I Do (junto con Blaque)
- Head To The Sky (junto con Blaque Natina Reed)
- Crush On You (junto con Egypt)